# Danh sách đảo theo tên (A)
Danh sách dưới đây liệt kê các đảo bắt đầu bằng ký tự A.
Đây là một danh sách chưa hoàn tất, và có thể sẽ không bao giờ thỏa mãn yêu cầu hoàn tất. Bạn có thể đóng góp bằng cách mở rộng nó bằng các thông tin đáng tin cậy.
A - B - C - D - Đ - E - F - G - H - I - J - K - L - M - N - O - P - Q - R - S - T - U - V - W - X - Y - Z

## A
| Tên đảo                 | Quần đảo                                                                                        | Quốc gia                                                                                  |
| ----------------------- | ----------------------------------------------------------------------------------------------- | ----------------------------------------------------------------------------------------- |
| A Nova                  | Beira Baixa islands                                                                             | Bồ Đào Nha                                                                                |
| Abbasak                 | Vịnh Ba Tư                                                                                      | Iran                                                                                      |
| Aberdeen                | Vịnh Georgia, Ontario                                                                           | Canada                                                                                    |
| Abner Cay               | Bahamas                                                                                         | Bahamas                                                                                   |
| Abruka                  | Biển Baltic                                                                                     | Estonia                                                                                   |
| Absecon                 | New Jersey                                                                                      | Hoa Kỳ                                                                                    |
| Abu Musa                | Vịnh Ba Tư                                                                                      | Claimed by Iran and United Arab Emirates                                                  |
| Acheron                 | Đảo Great Palm, Queensland                                                                      | Úc                                                                                        |
| Achill                  |                                                                                                 | Ireland                                                                                   |
| Achillbeg               |                                                                                                 | Ireland                                                                                   |
| Acklins                 | Bahamas                                                                                         | Bahamas                                                                                   |
| Acton                   | Hồ Muskoka, Ontario                                                                             | Canada                                                                                    |
| Adam                    | Tiểu Antilles                                                                                   | Grenada                                                                                   |
| Adams                   | Nam Cực                                                                                         |                                                                                           |
| Adams                   | Massachusetts                                                                                   | Hoa Kỳ                                                                                    |
| Adams                   | Quần đảo Auckland                                                                               | New Zealand                                                                               |
| Adams                   | Nunavut                                                                                         | Canada                                                                                    |
| Adams Key               | Florida Keys, Florida                                                                           | Hoa Kỳ                                                                                    |
| Adderly Cay             | Bahamas                                                                                         | Bahamas                                                                                   |
| Adelaide                | Vịnh Marguerite ở phía tây của bán đảo Nam Cực                                                  | Nam Cực                                                                                   |
| Adelaide                | Sông St. Lawrence, Ontario                                                                      | Canada                                                                                    |
| Adelsö                  | Hồ Mälaren                                                                                      | Thụy Điển                                                                                 |
| Adhelfopoulo            | Sporades                                                                                        | Hy Lạp                                                                                    |
| Admiralty               | Alaska                                                                                          | Hoa Kỳ                                                                                    |
| Admiralty               | Nunavut                                                                                         | Canada                                                                                    |
| Admiralty               | Saint Lawrence River, Ontario                                                                   | Canada                                                                                    |
| Æbelø                   | The Kattegat                                                                                    | Đan Mạch                                                                                  |
| Aegina                  | Saronic Islands                                                                                 | Hy Lạp                                                                                    |
| Aegna                   | Biển Baltic                                                                                     | Estonia                                                                                   |
| Ærø                     | Biển Baltic                                                                                     | Đan Mạch                                                                                  |
| Agar's                  | Bermuda                                                                                         | Vương quốc Anh                                                                            |
| Agathonisi              | Dodecanese                                                                                      | Hy Lạp                                                                                    |
| Agatti                  | Lakshadweep                                                                                     | Ấn Độ                                                                                     |
| Agerø                   | Limfjord                                                                                        | Đan Mạch                                                                                  |
| Agersø                  | Great Belt                                                                                      | Đan Mạch                                                                                  |
| Agios Efstratios        |                                                                                                 | Hy Lạp                                                                                    |
| Agnes                   | Queensland                                                                                      | Úc                                                                                        |
| Agolada                 | Ribatejo islands                                                                                | Bồ Đào Nha                                                                                |
| Agrihan                 | Northern Mariana Islands                                                                        | Hoa Kỳ                                                                                    |
| Agunijima               | Okinawa Islands part of the Ryūkyū proper part of the Nansei Islands                            | Nhật Bản                                                                                  |
| Ahe                     | King George Islands, Tuamotus, Polynésie thuộc Pháp                                             | Pháp                                                                                      |
| Cayo Ahogado            | Đại Antilles, Puerto Rico                                                                       | Hoa Kỳ                                                                                    |
| Ahtra                   | Biển Baltic                                                                                     | Estonia                                                                                   |
| Ailinginae              | Ralik Chain                                                                                     | Quần đảo Marshall                                                                         |
| Ailinginae Atoll        | Ralik Chain                                                                                     | Quần đảo Marshall                                                                         |
| Ailinglapalap           | Ralik Chain                                                                                     | Quần đảo Marshall                                                                         |
| Ailinglapalap Atoll     | Ralik Chain                                                                                     | Quần đảo Marshall                                                                         |
| Ailuk                   | Ratak Chain                                                                                     | Quần đảo Marshall                                                                         |
| Ailuk Atoll             | Ratak Chain                                                                                     | Quần đảo Marshall                                                                         |
| Air Force               | Queen Elizabeth Islands, Nunavut                                                                | Canada                                                                                    |
| Aipus                   | Torres Strait Islands Queensland                                                                | Úc                                                                                        |
| Aitutaki                | Quần đảo Cook                                                                                   | Quần đảo Cook                                                                             |
| Ajeltokrok              | Arno Atoll                                                                                      | Quần đảo Marshall                                                                         |
| Ajirah                  | Hawar Islands                                                                                   | Bahrain                                                                                   |
| Akajima                 | Kerama Islands part of the Okinawa Islands part of the Ryūkyū proper part of the Nansei Islands | Nhật Bản                                                                                  |
| Akimiski                | James Bay, Nunavut                                                                              | Canada                                                                                    |
| Akpatok                 | Queen Elizabeth Islands, Nunavut                                                                | Canada                                                                                    |
| Aksi                    | Vịnh Phần Lan                                                                                   | Estonia                                                                                   |
| Akusekijima             | Tokara Islands part of the Satsunan Islands part of the Nansei Islands                          | Nhật Bản                                                                                  |
| Aikin                   | Alabama                                                                                         | Hoa Kỳ                                                                                    |
| Al Hajiyat              | Hawar Islands                                                                                   | Bahrain                                                                                   |
| Al Wakur                | Hawar Islands                                                                                   | Bahrain                                                                                   |
| Alameda                 | Islands of San Francisco Bay, California                                                        | Hoa Kỳ                                                                                    |
| Åland                   | Archipelago Sea, Åland Islands                                                                  | Phần Lan                                                                                  |
| Albany                  | Torres Strait Islands Queensland                                                                | Úc                                                                                        |
| Albatross               | Tasmania                                                                                        | Úc                                                                                        |
| Isla de Alborán         | Plazas de Soberanía, Strait of Gibraltar                                                        | Tranh chấp giữa Tây Ban Nha and Maroc                                                     |
| Alcarraza               | Đại Antilles, Puerto Rico                                                                       | Hoa Kỳ                                                                                    |
| Alcatraz                | Islands of San Francisco Bay, California                                                        | Hoa Kỳ                                                                                    |
| Alcorn                  | Moon Lake, Mississippi                                                                          | Hoa Kỳ                                                                                    |
| Alcsi-sziget            | Tisza                                                                                           | Hungary                                                                                   |
| Alder Cay               | Bahamas                                                                                         | Bahamas                                                                                   |
| Alderney                | Quần đảo Eo Biển                                                                                | Crown dependency                                                                          |
| Alegranza               | Canary Islands                                                                                  | Tây Ban Nha                                                                               |
| Alejandro Selkirk       | Juan Fernández archipelago                                                                      | Chile                                                                                     |
| Alexander               | Queen Elizabeth Islands, Nunavut                                                                | Canada                                                                                    |
| Cayo Alfenique          | Đại Antilles, Puerto Rico                                                                       | Hoa Kỳ                                                                                    |
| Alger                   | Fulton Chain Lakes, New York                                                                    | Hoa Kỳ                                                                                    |
| Cayo Algodones          | Đại Antilles, Puerto Rico                                                                       | Hoa Kỳ                                                                                    |
| Alicudi                 | Aeolian Islands                                                                                 | Ý                                                                                         |
| Alimia                  | Dodecanese                                                                                      | Hy Lạp                                                                                    |
| All Awash               | Tiểu Antilles                                                                                   | Saint Vincent và Grenadines                                                               |
| Allan Cays              | Bahamas                                                                                         | Bahamas                                                                                   |
| Allans Cay              | Bahamas                                                                                         | Bahamas                                                                                   |
| Alligator               | Alabama                                                                                         | Hoa Kỳ                                                                                    |
| Allison                 | Torres Strait Islands, Queensland                                                               | Úc                                                                                        |
| Shortland/Alu           |                                                                                                 | Estonia                                                                                   |
| Almourol                | Ribatejo islands                                                                                | Bồ Đào Nha                                                                                |
| Alnön                   |                                                                                                 | Thụy Điển                                                                                 |
| Alonissos               | Sporades                                                                                        | Hy Lạp                                                                                    |
| Alpha                   | Bermuda                                                                                         | Vương quốc Anh                                                                            |
| Alumine Vaika           |                                                                                                 | Estonia                                                                                   |
| Isla Altamuria          | Sinaloa                                                                                         | México                                                                                    |
| Alty                    | Delaware                                                                                        | Hoa Kỳ                                                                                    |
| Amager                  | Øresund                                                                                         | Đan Mạch                                                                                  |
| Amami Ōshima            | Amami Islands part of the Ryūkyū proper part of the Nansei Islands                              | Nhật Bản                                                                                  |
| Amanu                   | Tuamotus, Polynésie thuộc Pháp                                                                  | Pháp                                                                                      |
| Ambae                   | Thái Bình Dương                                                                                 | Vanuatu                                                                                   |
| Ambergris Cay           | Bahamas                                                                                         | Bahamas                                                                                   |
| Ambrym                  | New Hebrides                                                                                    | Vanuatu                                                                                   |
| Ambu                    | Arabian Sea                                                                                     | Ấn Độ                                                                                     |
| Amedroz                 | North Channel, Ontario                                                                          | Canada                                                                                    |
| Ameland                 | West Frisian Islands                                                                            | Hà Lan                                                                                    |
| Amelia                  | Sea Islands, Florida                                                                            | Hoa Kỳ                                                                                    |
| Amherst                 | Lake Ontario, Ontario                                                                           | Canada                                                                                    |
| Amini                   | Lakshadweep                                                                                     | Ấn Độ                                                                                     |
| Ammerön                 |                                                                                                 | Thụy Điển                                                                                 |
| Amores                  | Minho islands                                                                                   | Bồ Đào Nha                                                                                |
| Amorgos                 | Cyclades                                                                                        | Hy Lạp                                                                                    |
| Amoroso                 | Beira Litoral Islands                                                                           | Bồ Đào Nha                                                                                |
| Åmøy                    |                                                                                                 | Na Uy                                                                                     |
| Amrita                  | Massachusetts                                                                                   | Hoa Kỳ                                                                                    |
| Amrum                   | North Frisian Islands                                                                           | Đức                                                                                       |
| Amsterdam               | Ấn Độ Dương                                                                                     | Pháp                                                                                      |
| Amund Ringnes Island    | Sverdrup Islands group of the Queen Elizabeth Islands, Nunavut                                  | Canada                                                                                    |
| Amygdaloid              | Lake Superior, Michigan                                                                         | Hoa Kỳ                                                                                    |
| An Nhơn                 | Quần đảo Trường Sa                                                                              | Philippines kiểm soát · Trung Quốc, · Trung Hoa Dân Quốc, · Việt Nam · tuyên bố chủ quyền |
| Anacapa                 | Quần đảo Eo Biển of California                                                                  | Hoa Kỳ                                                                                    |
| Anafi                   | Cyclades                                                                                        | Hy Lạp                                                                                    |
| Anastasia               | Matanzas River, Florida                                                                         | Hoa Kỳ                                                                                    |
| Anatahan                | Northern Mariana Islands                                                                        | Hoa Kỳ                                                                                    |
| Anaho                   | Pyramid Lake, Nevada                                                                            | Hoa Kỳ                                                                                    |
| Anatom                  | Thái Bình Dương                                                                                 | Vanuatu                                                                                   |
| Anchor                  | Torres Strait Islands, Queensland                                                               | Úc                                                                                        |
| Andalusia               | Sông Mississippi, Illinois                                                                      | Hoa Kỳ                                                                                    |
| Anderson Cay            | Bahamas                                                                                         | Bahamas                                                                                   |
| Anderson's Ledge        | Isles of Shoals, New Hampshire                                                                  | Hoa Kỳ                                                                                    |
| Anderson                | Puget Sound, Washington                                                                         | Hoa Kỳ                                                                                    |
| Andorja                 |                                                                                                 | Na Uy                                                                                     |
| Andøy                   | Vesterålen                                                                                      | Na Uy                                                                                     |
| Andrott                 | Lakshadweep                                                                                     | Ấn Độ                                                                                     |
| Andros                  | Cyclades                                                                                        | Hy Lạp                                                                                    |
| Andros                  | Bahamas                                                                                         | Bahamas                                                                                   |
| Anegada                 | Tiểu Antilles, British Virgin Islands                                                           | Vương quốc Anh                                                                            |
| Angel Cays              | Bahamas                                                                                         | Bahamas                                                                                   |
| Isla Ángel de la Guarda | Baja California                                                                                 | México                                                                                    |
| Angel                   | Islands of San Francisco Bay, California                                                        | Hoa Kỳ                                                                                    |
| Angijak                 | Nunavut                                                                                         | Canada                                                                                    |
| Angistri                |                                                                                                 | Hy Lạp                                                                                    |
| Angle Cay               | Bahamas                                                                                         | Bahamas                                                                                   |
| Angoche                 |                                                                                                 | Mozambique                                                                                |
| Anglesey                | North Wales                                                                                     | Wales                                                                                     |
| Anguila                 | Bahamas                                                                                         | Bahamas                                                                                   |
| Anguilla                | Leeward Islands of the Tiểu Antilles                                                            | British Overseas Territory of the Vương quốc Anh                                          |
| Anguillita              | Leeward Islands of the Tiểu Antilles, Anguilla                                                  | British Overseas Territory of the Vương quốc Anh                                          |
| Anholt                  | the Kattegat                                                                                    | Đan Mạch                                                                                  |
| Aniwa                   | Thái Bình Dương                                                                                 | Vanuatu                                                                                   |
| Anjouan                 | Comoros                                                                                         | Comoros                                                                                   |
| Anna Cay                | Bahamas                                                                                         | Bahamas                                                                                   |
| Annacis                 | Fraser River, British Columbia                                                                  | Canada                                                                                    |
| Annobon                 | Vịnh Guinea                                                                                     | Equatorial Guinea                                                                         |
| Anticosti               | Saint Lawrence River, Quebec                                                                    | Canada                                                                                    |
| Antigua                 | Leeward Islands                                                                                 | Antigua and Barbuda                                                                       |
| Antikythera             |                                                                                                 | Hy Lạp                                                                                    |
| Antelope                | Arizona                                                                                         | Hoa Kỳ                                                                                    |
| Antelope                | Great Salt Lake, Utah                                                                           | Hoa Kỳ                                                                                    |
| Antiparos               | Cyclades                                                                                        | Hy Lạp                                                                                    |
| Antipsara               |                                                                                                 | Hy Lạp                                                                                    |
| Anuanuraro              | Duke of Gloucester Islands, Tuamotus, Polynésie thuộc Pháp                                      | Pháp                                                                                      |
| Anuanurunga             | Duke of Gloucester Islands, Tuamotus, Polynésie thuộc Pháp                                      | Pháp                                                                                      |
| Anuta                   | Melanesia                                                                                       | Quần đảo Solomon                                                                          |
| Anydros                 | Cyclades                                                                                        | Hy Lạp                                                                                    |
| Aoba                    | Thái Bình Dương                                                                                 | Vanuatu                                                                                   |
| Aogashima               | Izu Islands                                                                                     | Nhật Bản                                                                                  |
| Apataki                 | Palliser Islands, Tuamotus, Polynésie thuộc Pháp                                                | Pháp                                                                                      |
| Aplin                   | Queensland                                                                                      | Úc                                                                                        |
| Appledore               | Isles of Shoals, Maine                                                                          | Hoa Kỳ                                                                                    |
| Aquidneck               | Aquidneck Island, Rhode Island                                                                  | Hoa Kỳ                                                                                    |
| Aragusuku               | Yaeyama Islands part of the Ryūkyū proper part of the Nansei Islands                            | Nhật Bản                                                                                  |
| Aranysziget             | Tisza                                                                                           | Hungary                                                                                   |
| Araura                  | Quần đảo Cook                                                                                   | Quần đảo Cook                                                                             |
| Araway Cay              | Bahamas                                                                                         | Bahamas                                                                                   |
| Arbuckle                | Arkansas                                                                                        | Hoa Kỳ                                                                                    |
| Archer                  | Arkansas                                                                                        | Hoa Kỳ                                                                                    |
| Archers Cay             | Bahamas                                                                                         | Bahamas                                                                                   |
| Arden                   | Torres Strait Islands, Queensland                                                               | Úc                                                                                        |
| Ardy More               | Lower Lough Erne                                                                                | Ireland                                                                                   |
| Cayo Arenas             | Đại Antilles, Puerto Rico                                                                       | Hoa Kỳ                                                                                    |
| Argyle                  | Lake Huron, Ontario                                                                             | Canada                                                                                    |
| Ariana                  | Alentejo Islands                                                                                | Bồ Đào Nha                                                                                |
| Aristazabal             | British Columbia                                                                                | Canada                                                                                    |
| Arizona                 | Wyoming                                                                                         | Hoa Kỳ                                                                                    |
| Arkiko                  | Biển Đỏ                                                                                         | Eritrea                                                                                   |
| Arkoi                   | Dodecanese                                                                                      | Hy Lạp                                                                                    |
| Armathia                | Dodecanese                                                                                      | Hy Lạp                                                                                    |
| Armona Island           | Algarve islands                                                                                 | Bồ Đào Nha                                                                                |
| Armstrong               | Holston River, Tennessee                                                                        | Hoa Kỳ                                                                                    |
| Arnold                  | Queensland                                                                                      | Úc                                                                                        |
| Arnøy                   |                                                                                                 | Na Uy                                                                                     |
| Årø                     | Little Belt                                                                                     | Đan Mạch                                                                                  |
| Arøya                   |                                                                                                 | Na Uy                                                                                     |
| Arran                   | Scotland                                                                                        | Scotland                                                                                  |
| Arranmore               | County Donegal                                                                                  | Ireland                                                                                   |
| Arsenal                 | Sông Mississippi, Illinois                                                                      | Hoa Kỳ                                                                                    |
| Aruba                   | Tiểu Antilles                                                                                   | Kingdom of the Hà Lan                                                                     |
| Arutua                  | Palliser Islands, Tuamotus, Polynésie thuộc Pháp                                                | Pháp                                                                                      |
| Ascension               | Đại Tây Dương                                                                                   | Dependency of the British overseas territory Saint Helena                                 |
| Ascrib                  |                                                                                                 | Scotland                                                                                  |
| Ash                     | Willamette River, Oregon                                                                        | Hoa Kỳ                                                                                    |
| Asinara                 | Sardegna                                                                                        | Ý                                                                                         |
| Askø                    |                                                                                                 | Đan Mạch                                                                                  |
| Asperö                  | Southern Gothenburg Archipelago                                                                 | Thụy Điển                                                                                 |
| Assateague              | Maryland and Virginia                                                                           | Hoa Kỳ                                                                                    |
| Astakida                | Dodecanese                                                                                      | Hy Lạp                                                                                    |
| Astipálaia              | Dodecanese                                                                                      | Hy Lạp                                                                                    |
| Asuncion                | Northern Mariana Islands                                                                        | Hoa Kỳ                                                                                    |
| Atholl                  | Bahamas                                                                                         | Bahamas                                                                                   |
| Atiu                    | Quần đảo Cook                                                                                   | Quần đảo Cook                                                                             |
| Atkinson                | Galveston Bay, Texas                                                                            | Hoa Kỳ                                                                                    |
| Attu                    | Aleutian Islands                                                                                | Hoa Kỳ                                                                                    |
| Atwood Cay              | Bahamas                                                                                         | Bahamas                                                                                   |
| Aubrey                  | St. Lawrence River, Ontario                                                                     | Canada                                                                                    |
| Aubussi                 | Torres Strait Islands, Queensland                                                               | Úc                                                                                        |
| Auckland                | Auckland Islands                                                                                | New Zealand                                                                               |
| Aughinish               | County Clare                                                                                    | Ireland                                                                                   |
| August Cay              | Bahamas                                                                                         | Bahamas                                                                                   |
| Auhah                   | Vịnh Ba Tư                                                                                      | Kuwait                                                                                    |
| Aukane                  | Torres Strait Islands, Queensland                                                               | Úc                                                                                        |
| Aulneau                 | St. Lawrence River, Ontario                                                                     | Canada                                                                                    |
| Aur Atoll               | Ratak Chain                                                                                     | Quần đảo Marshall                                                                         |
| Aureed                  | Torres Strait Islands, Queensland                                                               | Úc                                                                                        |
| Auskerry                | The North Isles, Bản mẫu:Country data Orkney Islands                                            | Scotland                                                                                  |
| Austvågøy               | Lofoten                                                                                         | Na Uy                                                                                     |
| Aux Herbes              | Mississippi Sound, Alabama                                                                      | Hoa Kỳ                                                                                    |
| Avernakø                |                                                                                                 | Đan Mạch                                                                                  |
| Averøy                  |                                                                                                 | Na Uy                                                                                     |
| Avery                   | Louisiana                                                                                       | Hoa Kỳ                                                                                    |
| Avsa                    | Marmara Islands                                                                                 | Thổ Nhĩ Kỳ                                                                                |
| Axel Heiberg            | Sverdrup Islands group of the Queen Elizabeth Islands, Nunavut                                  | Canada                                                                                    |
| Azenha Brava            | Alentejo islands                                                                                | Bồ Đào Nha                                                                                |